# Riddleville
Riddleville és un poble dels Estats Units a l'estat de Geòrgia. Segons el cens del 2000 tenia 124 habitants.

## Demografia
Segons el cens del 2000, Riddleville tenia 124 habitants, 39 habitatges, i 34 famílies. La densitat de població era de 62,2 habitants/km².
Dels 39 habitatges en un 43,6% hi vivien nens de menys de 18 anys, en un 71,8% hi vivien parelles casades, en un 7,7% dones solteres, i en un 10,3% no eren unitats familiars. En el 7,7% dels habitatges hi vivien persones soles el 2,6% de les quals corresponia a persones de 65 anys o més que vivien soles. El nombre mitjà de persones vivint en cada habitatge era de 3,18 i el nombre mitjà de persones que vivien en cada família era de 3,29.
Per edats la població es repartia de la següent manera: un 31,5% tenia menys de 18 anys, un 11,3% entre 18 i 24, un 25% entre 25 i 44, un 21,8% de 45 a 60 i un 10,5% 65 anys o més.
L'edat mediana era de 33 anys. Per cada 100 dones de 18 o més anys hi havia 97,7 homes.
La renda mediana per habitatge era de 39.167 $ i la renda mediana per família de 42.500 $. Els homes tenien una renda mediana de 36.250 $ mentre que les dones 22.500 $. La renda per capita de la població era de 15.012 $. Cap de les famílies i el 2,9% de la població estaven per davall del llindar de pobresa.

## Poblacions més properes
El següent diagrama mostra les poblacions més properes.